# Dokra
 (octobre 2013).
Le dokra, dukrâ, dukkar, dhukkar ou jorî est un instrument de musique à percussion. C'est une ancienne version du tablâ dérivée du wasul qu'on rencontre en Inde (au Cachemire et au Punjab), au Pakistan (au Sind) et en Afghanistan, dans les musiques religieuse (sikhe et islamique) ou folklorique.

## Facture
Le dokra est composé de deux fûts en bois : 
- l'un petit, pour les aigus, placé à droite, de 15 cm de diamètre et 25 cm de haut, taillé dans un tronc de tun ou de teck, dont seule une petite partie est excavée. Il importe de garder un fond lourd pour assurer stabilité et résonance vibratoire. Une première peau de chèvre y est posée sur la bouche, sur laquelle une autre est liée par un tissage en cuir de chameau, puis coupée en son centre. Des barrillets d'accord sont insérés.
- l'autre plus large, de 25 cm de diamètre pour 25 cm de haut, pour les basses, avec une forme similaire, monté aussi de doubles membranes fixées à l'aide d'un laçage de cuir en V autour d'un anneau de cuir également.

## Jeu
On en joue assis par terre, les instruments reposant sur des petits anneaux en fibre végétale afin de les orienter proprement. Les peaux sont frappées avec les doigts nus, les mains en contact permanent avec l'instrument, offrant un appui et précisions aux doigts. La technique en est très évoluée et permet de réaliser une grande variété de sonorités, aiguës ou graves, sèches ou profondes. 
Dans la musique cachemirie, il accompagne le sûfyâna kâlam.

## Source
- (en) S. Sadie, The New Grove Dictionary of Musical Instruments, Macmillan, London, 1985.